# معاملة المثليين في أستراليا الجنوبية
يتمتع الاشخاص المثليون والمثليات ومزدوجو التوجه الجنسي والمتحولون جنسياً (اختصاراً: مجتمع الميم) في الولاية الأسترالية أستراليا الجنوبية بالحقوق القانونية ذاتها التي يتمتع بها غيرهم من المغايرين جنسيا. لدى أستراليا الجنوبية تاريخ متقلب فيما يتعلق بحقوق المثليين. في البداية، كانت الولاية رائدة في مجال حقوق المثليين في أستراليا، حيث كانت الأولى في البلاد التي تقوم بإلغاء تجريم المثلية الجنسية وتطبيق المساواة في السن القانونية لجميع أنواع النشاط الجنسي. بعد ذلك، كانت الولاية متأخرة عن الولايات القضائية الأسترالية الأخرى في مجالات بما في ذلك الاعتراف القانوني بالعلاقات المثلية وتبني المثليين للأطفال، مع أحدث إصلاحات قانونية تتعلق بالاعتراف القانوني بالعلاقات المثلية وتبني المثليين للأطفال وتعزيز قوانين مكافحة التمييز في عام 2016 ودخلت حيز التنفيذ في عام 2017.
منذ عام 2007، تمكن الشركاء المثليون من الدخول في اتفاقيات الشراكة المنزلية ومنذ عام 2017، تمكنوا من الدخول في علاقات مسجلة. تعني التغييرات على القانون في عام 2017 أيضا أن الشركاء المثليين لديهم الحقوق القانونية فيما يتعلق بتبني المثليين للأطفال، تأجير الأرحام وتقنيات التلقيح بالمساعدة. اعتبارًا من أبريل 2019، تعد جنوب أستراليا هي المكان الوحيد داخل أستراليا الذي ما زال يسمح بالدفاع عند الذعر من المثليين في القانون العام. يخضع القانون حاليًا لعملية مراجعة قصد إلغاءه من قبل برلمان أستراليا الجنوبية.
أصبح زواج المثليين قانونًا في الولاية منذ ديسمبر 2017، بعد المصادقة على قانون تعديل الزواج (التعريف والحريات الدينية) 2017 في البرلمان الأسترالي. تم الرد في الاستفتاء البريدي على قانون الزواج الأسترالي 2017، الذي أقيم لقياس الدعم العام لزواج المثليين في أستراليا، على استجابة «نعم» بنسبة 62.5% في جنوب أستراليا.

## قانونية النشاط الجنسي المثلي
كما هو الحال مع المستعمرات البريطانية السابقة الأخرى، استمدت جنوب أستراليا في الأصل قانونها الجنائي من المملكة المتحدة. وشمل ذلك حظر «الجنس من الدبر» و «الفحش الجسيم» بين الرجال. على غرار المملكة المتحدة، لم يتم تجريم الجنسي المثلي بين النساء أبدًا بموجب قانون الولاية.
عندما كان المدعي العام لجنوب أستراليا في منتصف الستينيات، نظر دون دونستان أولاً في إلغاء الجرائم المثلية ولكنه لم يباشر في ذلك الوقت بسبب الافتقار إلى الدعم الشعبي. كان إغتيال جورج دنكان في 10 مايو 1972، مع اتهام الشرطة بوفاته، مساعدا في تحول المواقف العامة لصالح إلغاء تجريم المثلية الجنسية. في نفس العام، قدمت حكومة العمال التي ترأسها دون دونستان دفاع الشخص البالغ المتوافق في الخاص، في أستراليا الجنوبية. تم تقديم هذا الدفاع لاحقًا كمشروع قانون من قبل موراي هيل، وهو والد وزير الدفاع السابق روبرت هيل. كان هذا إصلاحًا محدودًا لأنه احتفظ بكون المثلية الجنسية، وقدم ببساطة استثناءً ضيقًا ولم يكن القصد منه تحقيق التكافؤ القانوني في المعاملة، حيث أكد هيل على أن المثلية الجنسية يجب ألا تحصل على موافقة اجتماعية.
في عام 1975، ذهبت جنوب أستراليا إلى أبعد من ذلك في«قانون تعديل القانون الجنائي (الجرائم الجنسية) 1975»، وأصبحت أول ولاية أو إقليم يقدم المساواة بموجب القانون الجنائي، حيث ألغى الجرائم الجنسية المثلية ويوفر سنًا متساوية للعلاقات الجنسية على سن 17 عامًا.

### برنامج إلغاء الإدانات التاريخية
كانت أستراليا الجنوبية أول ولاية قضائية في أستراليا تضع خطة تنص على أن الإدانات الجنائية التاريخية للنشاط الجنسي المثلي بين الرجال بالتراضي في الخاص سيتم محوها من السجل الجنائي لأحد الأشخاص بموجب قانون تعديل الإدانات المنفقة (الإدانات التي تم إلغاء تجريمها) 2013. يسمح القانون لأولئك الذين لديهم هذه الإدانات التاريخية بالتقدم حتى لا تظهر في سجلهم بعد عدد من السنوات الخالية من الجريمة. هذا ليس مخططًا حقيقيًا لإلغاء الإدانة لأنه بدلاً من أن يتم محوه تلقائيًا من السجل الجنائي عند تقديم الطلب، يتم التعامل مع الإدانة على أنها «منفقة» إذا لم يرتكب الشخص أي جرائم لعدد محدد من السنوات. حصل التشريع على الموافقة الملكية في 5 ديسمبر 2013. ودخل حيز التنفيذ في 22 ديسمبر 2013.

## الاعتراف القانوني بالعلاقات المثلية
يسمح قانون أستراليا الجنوبية للأزواج والشركاء المثليين بالدخول في الزواج و/أو اتفاقيات الشراكة المحلية و/أو العلاقات المسجلة.

### الشراكات المنزلية
اعترفت جنوب أستراليا أولاً بالعلاقات المثلية في شكل شراكات منزلية. تسمح القوانين التي دخلت حيز التنفيذ في عام 2007 للشركاء المثليين والشركاء المغايرين بإبرام اتفاقية مكتوبة تسمى اتفاقية الشراكة المنزلية بشأن ترتيبات معيشتهم. هذه القوانين (والقوانين الأخرى التي صدرت في عام 2003 و 2011 و 2017) توفر للشركاء المثليين معظم الحقوق التي يتمتع بها الأزواج، في مجالات مثل التمويل المشترك، وحقوق ملكية التقاعد، وأقرب الأقرباء وحقوق زيارة المستشفى وغيرها.
عدل القانون الأساسي المعدل (الشركاء المنزليون) 2006، والذي دخل حيز التنفيذ في 1 حزيران 2007، 97 قانونا، وقام بالاستغناء عن مصطلح «الأمر الواقع» وتصنيف الشركاء تصنيف ب «الشركاء المحليين». وهذا يعني أن الشركاء المثليين وأي شخصين يعيشان معًا مشمولان الآن بنفس القوانين. قد يعقد الشركاء المثليون اتفاقًا مكتوبًا يسمى اتفاقية الشراكة المنزلية بشأن ترتيبات معيشتهم. قد يتم إعداد هذا في أي وقت ويكون قانونيًا من وقت إعداده، ولكن يجب على الشركاء تلبية متطلبات أخرى، مثل الالتزامات المشتركة، قبل الاعتراف بهم كشركاء محليين. حتى تمرير مشروع القانون، كانت أستراليا الجنوالولاية أو الإقليم الوحيد الذي لم يعترف بالشركاء المثليين في التشريعات. أقر البرلمان التشريع في ديسمبر 2006.
تحت قانون الولاية، يتم توفير المساواة في مستقحات التقاعد للشركاء المثليين تحت قانون النظام الأساسي المعدل 2003 (المساواة في استحقاقات التقاعد للشركاء المثليين). في نهاية المطاف تم توفير الحقوق المتساوية في شؤون التقاعد على المستوى الفيدرالي في عام 2009.
المزيد من التشريعات في عام 2011، اعترف تعديل النظام الأساسي (العلاقات القائمة بحكم الواقع) 2011، بالشركاء المثليين في مصادرة الأصول، الملكية وتطبيقات رسوم الدمغة. تشريع آخر في عام 2017، يعترف قانون تعديل النظام الأساسي (العلاقات المسجلة) 2017، بالشراكات المنزلية للشركاء المثليين الذين يدخلون في علاقة مسجلة (انظر أدناه) في 13 قانونًا إضافيًا، مما يساوي معاملة هؤلاء الشركاء في الأمور المتعلقة بالميراث، والمرافق الإصلاحية، والمحكمة العليا لأستراليا الجنوبية، ومنحة شراء أول منزل، والتعداد، ومعاشات المحافظ، والمسؤولية المدنية، والنقل. تم إقرار مشروع القانون من قبل برلمان أستراليا الجنوبية في 30 مارس وحصل على الموافقة الملكية في 26 أبريل 2017. دخل القانون حيز التنفيذ في 1 أغسطس 2017.

### الشراكات المسجلة
لفتت جنوب أستراليا اهتمام وسائل الإعلام بعد وفاة ديفيد بولمر-ريزي أثناء قضاء شهر عسل في أديليد مع زوجه ماركو. على الرغم من أن الرجلين قد تزوجا قانونيا في المملكة المتحدة، إلا أنه لم يتم الاعتراف بذلك بموجب قانون جنوب أستراليا حيث سجلت شهادة وفاة بولمر ريزي حالته الزوجية على أنه «لم يتزوج مطلقًا» وتم التعامل مع والده عوض زوجه كأقرب الأقرباء. استدعى رئيس وزراء جنوب أستراليا جاي ويذرل لاحقًا ماركو بولمر-ريزي لتقديم اعتذار شخصي عن التمييز الذي مارسته الولاية ووعده بتحديث القانون لضمان اعتراف الولاية بزواج المثليين الذي يتم عقده في الخارج في المستقبل. كما تم تحديث شهادة الوفاة للاعتراف بحالة زواج المثليين الخاصة به التي تم عقدها في المملكة المتحدة. سعت حكومة واثريل في وقت لاحق لمعالجة هذه المسألة من خلال إدخال تشريع لسجل العلاقة.
في 22 سبتمبر 2016، تم تقديم مشروع قانون سجل العلاقات 2016 إلى الجمعية التشريعية. أنشأ مشروع القانون سجلاً للعلاقات، على غرار بنفس الطريقة التي اتبعتها الولايات الأسترالية الأخرى التي لها سجلات شراكة منزلية. تم الاعتراف بالأزواج المثليين المتزوجين في الولايات القضائية التي تسمح بزواج المثليين سيكونون قادرين على الاعتراف بعلاقاتهم رسمياً بموجب التشريع. يعدل مشروع القانون أيضًا تشريعًا يسمح للأزواج والشركاء المثليين بالتساوي في الوصول إلى تأجير الرحم والسماح بتقنيات التلقيح بالمساعدة للنساء العازبات والزوجات والشريكات المثليات.
جرت مناقشة موضوعية حول مشروع القانون في الجمعية التشريعية في 15 نوفمبر 2016. خلال مرحلة اللجنة، تم تقسيم مشروع القانون بشكل أساسي إلى قسمين؛ مشروع قانون واحد ويشار إليه بمشروع قانون تعديل النظام الأساسي (أهلية تأجير الأرحام) 2016 يشتمل على عناصر من مشروع القانون الأصلي الذي يتعلق بترتيبات تأجير الأرحام وأطفال الأنابيب في الولاية ومشروع القانون الآخر ويشار إليه باسم سجل العلاقات (رقم 1) تشمل العناصر المتبقية من مشروع القانون الأصلي والتي تتعلق بإنشاء سجل العلاقة والاعتراف بحالات زواج المثليين التي تم عقدها في الخارج. وافقت الجمعية التشريعية على مشروع القانون في 15 نوفمبر وانتقل إلى المجلس التشريعي. وافق المجلس على مشروع القانون في 6 ديسمبر. وحصل على الموافقة الملكية في 15 ديسمبر 2016، ليصبح قانون سجل العلاقات 2016، ودخل حيز التنفيذ في 1 أغسطس 2017.

### محاولات تشريع الاتحادات المدنية
أصبحت جنوب أستراليا أول ولاية تفكر في السماح بالاتحادات المدنية للشركاء المثليين عندما اقترح النائب مارك بريندال قانون الاتحادات المدنية 2004 في أكتوبر 2004. وقال بريندال: الأشخاص المثليون يقدمون مساهمات لا تقدر بثمن في المجتمع، ولم يعد بإمكان المجتمع تحمل كلفة النفاق لحرمانهم من الحق في إضفاء الطابع الرسمي على علاقاتهم".
في أكتوبر 2012، قدم النائب المستقل بوب ساتش مشروع قانون إلى الجمعية التشريعية في جنوب أستراليا أطلق عليه " مشروع الشراكة المدنية 2012. ولكن فشل تمرير مشروع القانون في كلا مجلسي برلمان جنوب أستراليا.

### زواج المثليين
أصبح زواج المثليين قانونياً في أستراليا الجنوبية، وفي بقية أستراليا، في ديسمبر 2017، بعد أن أقر البرلمان الفيدرالي قانونًا يجيز زواج المثليين.

## التبني وتنظيم الأسرة

### تبني المثليين للأطفال
تمكن الأزواج والشركاء المثليون من تبني الأطفال في جنوب أستراليا منذ فبراير 2017.
في الأصل، سمح قانون التبني 1988 للأزواج المغايرين (سواء المتزوجين أو بحكم الأمر الواقع) بتبني الأطفال. تم منع الأشخاص العزاب من التبني في جنوب أستراليا، مما يجعلها الولاية القضائية الوحيدو في أستراليا التي لديها مثل هذا التقييد.
أدت الصعوبات التي يواجهها الأبوان المثليان بالتبني البريطاني شون وبلو دوغلاس-غالي في إحضار أطفالهما بالتبني إلى جنوب أستراليا إلى الضغط من أجل الإصلاح القانوني، بما في ذلك حملة عبر كتابة رسائل إلى 70 سياسيًا وعريضة عبر الإنترنت جمعت 27,000 توقيع. رداً على ذلك، في يوليو 2014، أعلنت حكومة جنوب أستراليا عن تشكيل لجنة لمراجعة قوانين التبني، بما في ذلك ما إذا كان ينبغي للأزواج والأفراد المثليون أن يكونوا قادرين على التبني. انتهى طلب تقديم الطلبات على التحقيق في 30 مايو 2015، على الرغم من أن التوصيات الرسمية للمراجعة لم تنشر في أي مرحلة من تلك السنة. في النهاية، في منتصف عام 2016، تم نشر المراجعة وتوصياتها علنًا. وكان من بين أهم توصيات التقرير تقنين تبني الأطفال من قبل الشركاء والأزواج المثليين واتخاذ خطوة للسماح بتعديل شهادات الميلاد لتشمل معلومات عن الوالدين البيولوجيين بالتبني للطفل. وفي الوقت نفسه تقريبًا، أوصى تقرير صادر عن معهد إصلاح القوانين في جنوب أستراليا بإدخال تعديلات على قانون التبني يسمح بتبني المثليين للأطفال والوصول المتساوي إلى تقنيات التلقيح بالمساعدة للأزواج والشركاء المثليين. في أغسطس 2016، قالت وزيرة التعليم وتنمية الطفل، سوزان كلوز، في بيان إنها «ستقدم» قريباً مشروع قانون إلى البرلمان يعدل قانون التبني 1988، والذي يتضمن بندًا يلغي الحظر على تبني المثليين للأطفال. سيكون البند مسألة تصويت الضمير لأعضاء الحكومة.
في 21 سبتمبر 2016، تم تقديم مشروع قانون تعديل التبني (المراجعة) 2016 إلى الجمعية التشريعية. سيعدل مشروع القانون قانون التبني للسماح، من بين أمور أخرى، بتبني المثليين للأطفال وتبني الأطفال من قبل الشخص العازب في جنوب أستراليا. تمت مناقشة مشروع القانون في الجمعية التشريعية في الفترة ما بين 2 و15 نوفمبر، حتى تم إجراء تصويت الضمير على التشريع. أقرت الجمعية التشريعية مشروع القانون، حيث تم التصويت على بنود مشروع القانون التي تسمح بتبني المثليين للأطفال في تصويت 27 صوتًا لصالح مقابل 16 صوتًا ضد (27-16). تمت الموافقة على تعديل مشروع القانون الذي يشدد على أهلية الأفراد العزاب في تبني الأطفال بأغلبية 22 صوتًا لصالح مقابل 21 صوتًا ضد (22-21)؛ التعديل الذي ينص على أنه سيتم منح الأشخاص العزاب أوامر تبني عندما «تكون المحكمة مقتنعة بوجود ظروف خاصة تبرر إصدار الأمر». تم رفع مشروع القانون إلى المجلس التشريعي. في 7 ديسمبر، أقر المجلس مشروع القانون في مرحلة القراءة الثالثة بأغلبية 13 صوتًا لصالح مقابل 4 أصوات ضد (13-4) دون تعديلات. تلقى مشروع القانون الموافقة الملكية في 15 ديسمبر 2016، ليصبح قانون تعديل التبني (المراجعة) 2016. بعد إصدار القانون من حاكم جنوب أستراليا في 16 فبراير، دخلت غالبية القانون (بما في ذلك الأجزاء التي تسمح بتبني المثليين للأطفال) حيز التنفيذ في 17 فبراير 2017.

### تقنيات التلقيح بالمساعدة وتأجير الأرحام
يسمح قانون جنوب أستراليا للشركاء المثليين بالوصول على قدم المساواة إلى تقنيات التلقيح بالمساعدة وتأجير الأرحام غير التجاري (تأجير الأرحام التجاري غير قانوني في جميع أنحاء البلاد). أقر البرلمان قانونًا بهذا المعنى في فبراير 2017 ودخل حيز التنفيذ في 21 مارس 2017.قبل عام 2017، كانت جنوب أستراليا هي الولاية القضائية الوحيدة في أستراليا التي تمنع النساء العازبات والشريكات والزوجات المثليات القادرات على الإنجاب من الوصول إلى تقنيات التلقيح بالمساعدة. صدر حكم صادر عن المحكمة العليا لجنوب أستراليا في عام 1993 ينص على وجوب أن تكون المرأة العازبة «مصابة بالعقم الطبي» لتلقي علاج التلقيح الصناعي. ووجدت المحكمة أن تقييد الوصول إلى العلاج على أساس الحالة الزوجية (في قانون التلقيح بالمساعدة بمساعدة 1988) ينتهك القانون الفيدرالي للتمييز على أساس الجنس 1984، مما يتيح للنساء المصابات بالعقم من أي توجه جنسي الوصول إلى تقنيات التلقيح بالمساعدة. تم تعديل قانون تقنيات التلقيح بالمساعدة 1988 لاحقا لتشمل هذه الأحكام المتعلقة بالعقم. تم تمرير مشروع قانون في المجلس التشريعي في مايو 2012 لتعديل القانون والسماح للمرأة القادرة على الإنجاب بالوصول إلى تقنيات التلقيح بالمساعدة في تصوين 12 صوتًا لصالح مقابل 9 أصوات ضد (12-9)، رغم فشله في الجمعية التشريعية.
كانت جنوب أستراليا أيضًا واحدة من ولايتين فقط في أستراليا (والآخرى أستراليا الغربية) التي تحظر تأجير الأرحام غير التجاري للأفراد والشركاء المثليين بموجب قانون تعديل النظام الأساسي (تأجير الأرحام) 2009. القانون الذي يفترض أن المرأة التي تلد طفلًا هي الأم القانونية للطفل، بغض النظر عن الجينات. تمت المصادقة عليه من قبل برلمان جنوب أستراليا في 17 نوفمبر 2009. تم رفض تعديل قدمه النائب عن حزب العمال إيان هنتر والذي كان سيسمح لأي شخص في علاقة مثلية بالوصول إلى تأجير الأرحام عندما تم صياغة القانون في عام 2008. سابقا، جعل قانون العلاقات الأسرية 1975 جميع ترتيبات الأم البديلة في الولاية غير قانونية. قام قانون تعديل النظام الأساسي (تأجير الأرحام) 2009 بمراجعة قانون العلاقات العائلية من خلال تشريع تأجير الأرحام غير التجاري للشركاء بحكم الأمر الواقع المغايرين والأزواج المغايرين. كما ظل الحظر المفروض على تأجير الأرحام التجاري.
بناء على طلب من حكومة الولاية، أصدر معهد جنوب أستراليا للإصلاح القانوني في مايو 2016 تقريرا أوصى بتغييرات بالجملة على قوانين تقنيات التلقيح بالمساعدة وقوانين تأجير الأرحام في جنوب أستراليا، وأوصت بالمساواة في الحصول على خدمات تقنيات التلقيح بالمساعدة وتأجير الأرحام غير التجاري للشركاء المثليين والنساء العازبات. قدمت الحكومة في وقت لاحق مشروع قانون سجل العلاقات 2016 في سبتمبر 2016، وهو مشروع أنشأ سجل علاقات للشركاء المثليين في الولاية وسمح بالتساوي في الوصول إلى خدمات تأجير الأرحام غير التجاري وتقنيات التلقيح بالمساعدة للأفراد العزاب والشركاء المثليين.
في 15 تشرين الثاني/نوفمبر 2016، قامت الجمعية التشريعية بتقسيم مشروع القانون المذكور أعلاه وعرض مشروع قانون تعديل النظام الأساسي (أهلية تأجير الأرحام) 2016، وهو مشروع قانون يتناول بشكل حصري تأجير الأرحام وتقنيات التلقيح بالمساعدة. سيقوم مشروع القانون على تعديل العديد من القوانين الأخرى للسماح للأزواج والشركاء المثليين بالوصول إلى ترتيبات تأجير الأرحام غير التجاري وضمان حصول الشركاء والأزواج المثليين على تقنيات التلقيح بالمساعدة. استمر النقاش حول مشروع القانون في 16 نوفمبر، حيث أزال مجلس النواب الأحكام الواردة في مشروع القانون والتي تسمح للشخص العازب بالوصول إلى ترتيبات تأجير الأرحام غير التجاري. وفي اليوم التالي، أقرت الجمعية التشريعية مشروع القانون بأغلبية 25 صوتًا لصالح مقابل 16 صوتًا ضد (25-16).
تم رفع مشروع القانون إلى المجلس التشريعي. أقر المجلس التشريعي مشروع القانون بأغلبية 14 صوتا لصالح مقابل 3 أصوات ضد (14-3)، على الرغم من إدخال تعديلين مهمين على مشروع القانون في مرحلة البنود. قدم أعضاء حزب العائلة أولا تعديلاً للسماح لمقدمي تقنيات التلقيح بالمساعدة الحق في الاعتراض بدافع الضمير على تقديم الخدمات على أساس التوجه الجنسي للمريض. ورد تامي فرانكس النائبة عن حزب الخضر من خلال إدخال تعديل يستلزم وضع أي خدمات ترفض تقديم العلاج في قائمة متاحة للجمهور. عاد مشروع القانون إلى الجمعية التشربعية (والتي حينها كان في فترة راحة عطلة الصيف) للنظر في تعديلات المجلس. في 15 فبراير 2017، وافق مجلس النواب على تعديل قام به توم كينيون النائب المحافظ اجتماعيا عن حزب العمال والذي ألغى الشرط المقترح بإدراج أولئك الذين يعارضون تقديم العلاج بسبب الدين أو الضمير في قائمة. تم قبول ما تبقى من مشروع القانون من قبل الجمعية التشريعية. عاد مشروع القانون إلى المجلس التشريعي للنظر في تعديل توم كينيون، والذي قدم موافقته في 28 فبراير. حصل مشروع القانون على الموافقة الملكية في 15 مارس، ليصبح قانون تعديل النظام الأساسي (أهلية تأجير الأرحام) 2017. بعد الإعلان الصادر عن الحاكم، دخل القانون حيز التنفيذ في 21 مارس 2017.

### الاعتراف بالأمومة عند المثليات
في عام 2010، كان قانون تعديل العلاقات الأسرية (الأبوة والأمومة) 2010 بمثابة قانون مقترح يوفر اعترافًا جزئيًا بالأم المثلية الشريكة في العلاقة المثلية وأطفالهن. تم تقديمه من قِبل النائبة تامي جينينغز عن حزب الخضر عقب انتخابات الولاية في عام 2010 في المجلس التشريعي وتم تمريره في 14 نوفمبر 2010 عبر تصويت ضمير في تصويت 14 لصالح مقابل 5 ضد (14-5). ووافقت الجمعية التشريعية عليه لاحقًا، في 10 يونيو 2011 أيضا عبر تصويت الضمير، في تصويت 24 صوتا لصالح مقابل 15 ضد 24-15. وبعد ذلك، حصل مشروع القانون على الموافقة الملكية وأصبح قانونًا في 23 يونيو 2011، ودخل حيز التنفيذ في 15 ديسمبر 2011.
في يونيو 2015، أقر المجلس التشريعي مشروع قانون تعديل العلاقات الأسرية (الافتراضات الأبوية) 2015. ألغى مشروع القانون شرط العلاقة لمدة 3 سنوات للاعتراف بالأبوة. أقرت الجمعية التشريعية مشروع القانون في فبراير 2016 بهامش في تصويت 29 صوتا لصالح مقابل 12 صوتا ضد (29-12)، مع إعطاء الحق في تصويت الضمير لكل من الحكومة والمعارضة. التعديلات الطفيفة على مشروع القانون في مجلس النواب تعني أنه اضطر إلى العودة إلى المجلس الأعلى للموافقة النهائية، والتي حدثت في وقت لاحق من ذلك العام. تلقى مشروع القانون الموافقة الملكية في 23 يونيو 2016 ودخل حيز التنفيذ بعد 3 أشهر من توقيعه ليصبح قانونًا (أي في 23 سبتمبر 2016).

## الحماية من التمييز

### تاريخ
يحظر قانون تكافؤ الفرص في جنوب أستراليا 1984 المعاملة غير العادلة للمواطنين بسبب الجنس والتوجه الجنسي والهوية الجندرية، ضمن مجموعة من الجوانب الأخرى للحياة. تم تعديل القانون في أغسطس 2016 للإشارة على وجه التحديد إلى «الهوية الجندرية» و «التوجه الجنسي» باعتبارهما من السمات المحمية من التمييز في التوظيف والشراكات والسكن والجمعيات الخيرية والعديد من المجالات الأخرى (انظر قسم الإصلاحات 2015-16 أدناه). في السابق، تضمن القانون تعاريف قديمة لما يشار إليه باسم «الجنس المختار» و «النشاط الجنسي». هيئة مراقبة قوانين مكافحة التمييز في الولاية هي لجنة جنوب أستراليا لتكافؤ الفرص.
يحمي القانون الفيدرالي أيضًا الأشخاص من مجتمع الميم في الإقليم الشمالي في شكل قانون تعديل التمييز على أساس الجنس (التوجه الجنسي، الهوية الجندرية وحالة ثنائية الجنس) 2013.

### إصلاحات 2015-16
في سبتمبر 2015، حدد تقرير صادر عن معهد جنوب أستراليا لإصلاح القانون أكثر من 140 القوانين والأنظمة القانونية في جنوب أستراليا التي تميز (أو يحتمل أن تكون تمييزية) على أساس التوجه الجنسي أو الجنس أو الهوية الجندرية أو حالة ثنائية الجنس، وأصدر عددا من التوصيات لتعديل هذه القوانين. قام المعهد بتقديم تقرير موجز نهائي صدر في يونيو 2016، والتي كانت محددة في تركيزها على قوانين مكافحة التمييز في الولاية ونطاق الإعفاءات الدينية على تلك القوانين.
ردا على تقرير سبتمبر 2015، تم تقديم مشروع قانون شامل حول حقوق المثليين في برلمان جنوب أستراليا، وهو مشروع قانون تعديل النظام الأساسي (الهوية الجندرية والإنصاف) 2016. عدل مشروع القانون اللغة المستخدمة في جميع أنحاء قانون جنوب أستراليا، وأزال التحيز بين الجنسين وتأكد من أن الهوية الجندرية والخصائص ثنائية الجنس يتم سردها في تشريعات الولاية. كما أزال مشروع القانون اللغة في التشريعات التي يمكن أن تميز ضد الأشخاص بناءً على حالة علاقتهم. بعد نشر تقرير يونيو 2016 النهائي، أقر البرلمان مشروع القانون في 1 أغسطس. تم منح الموافقة الملكية في 4 أغسطس 2016، ليصبح قانون تعديل النظام الأساسي (الهوية الجندرية والإنصاف) لعام 2016، ودخل حيز التنفيذ الكامل في 8 سبتمبر 2016.

### إلغاء الدفاع عند الذعر من المثليين
اعتبارًا من أبريل 2019، تعد جنوب أستراليا هي المكان الوحيد في أستراليا الذي لا يزال يسمح بالدفاع عند الذعر من المثليين في القانون العام. يخضع القانون حاليًا لعملية مراجعة من معهد إصلاح القوانين بجنوب أستراليا. ألغت جميع الولايات القضائية الأخرى في أستراليا الدفاع عن الذعر من المثليين، وآخرهم كانت كوينزلاند في أوائل عام 2017. في 4 مايو 2017، أنهى المعهد أول تقريرا من مرحلتين بخصوص الأمر. ووجدت أنه على الرغم من أنه ينبغي إزالة جوانب قانون الاستفزاز في جنوب أستراليا التي تسمح نظريًا لشخص ما بتطبيق عقوبة مخففة على أساس تقدم جنسي مثلي غير عنيف، إلا أنه لا يجب إزالة أية توصيات نهائية حول ما إذا كان الاستفزاز كدفاع أم لا يجب إلغاؤها بالكامل حتى يتم الانتهاء من المرحلة الثانية من التقرير. تم نشر المرحلة الثانية والأخيرة من التقرير في 5 يونيو 2018، بعد عدة أشهر من انتخابات الولاية التي أدت إلى تغيير الحكومة. أوصى المعهد، شريطة السماح بترتيبات مرونة إصدار الأحكام، بإلغاء الدفاع عن الاستفزاز من قانون جنوب أستراليا. ردت النائبة العامة فيكي تشابمان بشكل إيجابي على التقرير، قائلة للبرلمان أن «الدفاع عند الذعر من المثليين» «لم يعد مقبولاً» وأنها ستنظر في ردها على توصيات التقرير.
في أبريل 2019، كشفت تشابمان أن الدفاع عن الاستفزاز سيتم إزالته من القانون الجنائي للولاية بحلول نهاية العام. سيتم صياغة مشروع قانون للمشورة العامة الشاملة قبل تقديم التشريع إلى البرلمان. في حال تمريره، من المتوقع أن يدخل حيز التنفيذ بحلول عام 2020.

## حقوق المتحولين جنسيا
أصبحت أستراليا الجنوبية أول ولاية في أستراليا تسمح للأفراد بتغيير خانة الجنس في شهادة ميلادهم دون الحاجة إلى الخضوع لجراحة إعادة تحديد الجنس أو الطلاق إذا كان الشخص في زواج قائم. كان إقليم العاصمة الأسترالية أول ولاية قضائية في أستراليا يطبق مثل هذا القانون.
في 4 أغسطس 2016، تم تقديم مشروع قانون تعديل المواليد والوفيات والزواج 2016 إلى الجمعية التشريعية. سيعدل مشروع القانون قانون جنوب أستراليا من خلال إزالة شرط أن يخضع المتحولون جنسياً لجراحة إعادة تحديد الجنس قبل تغيير جنسهم في شهادة ميلادهم. بدلاً من ذلك، يحتاج الشخص إلى استشارة أخصائي طبي لإجراء تقييم نفسي. أجري تصويت ضمير على التشريع في 22 سبتمبر 2016، وهُزم مشروع القانون بعد أن كسر رئيس الجمعية التشريعية التعادل في التصويت 19-19 ضد مشروع القانون. كان هناك عدد من مؤيدي مشروع القانون، بما في ذلك رئيس وزراء أستراليا الجنوبية جاي ويذرل الذين لم يكونوا حاضرين وكانوا يتوقعون عدم إجراء تصويت على التشريع في ذلك اليوم، حيث اتهم المؤيدون لمشى روع القانون معارضيه بالتصويت بالتزامن مع اللحظة التي غاب فيها مؤيدو مشروع القانون عن الجمعية التشريعية.
أعيد تقديم نسخة منقحة من مشروع القانون إلى مجلس النواب في 2 نوفمبر 2016. وكان مشروع القانون المنقح، تحت عنوان «مشروع قانون تعديل تسجيل المواليد والوفيات والزواج (الهوية الجندرية) 2016»، مطابقًا تقريبًا للمشروع الذي تم إلحاق الهزيمة به في سبتمبر، باستثناء أنه زاد من عمر القاصر الذي يتطلب موافقة قضائية لتسجيل تغيير الجنس أو الهوية الجنسية إلى 18 سنة (حيث كان في السابق 16 سنة) وفرض أيضا على سجل الولاية أته سيحتاج بالاحتفاظ في ملف بجميع المعلومات التاريخية السابقة لتغيير الجنس أو الهوية الجندرية. تمت مناقشة مشروع القانون في الجمعية التشريعية في 16 نوفمبر 2016 وتمت الموافقة عليه، على الرغم من إجراء تعديل لزيادة الوقت اللازم للأفراد للخضوع للاستشارات قبل الحصول على شهادة الميلاد المحدثة. في 6 ديسمبر تمت الموافقة على مشروع القانون في المجلس التشريعي بأغلبية 10 أصوات لصالح مقابل 7 أصوات ضد (10-7). تلقى مشروع القانون الموافقة الملكية في 15 ديسمبر 2016، ليصبح قانون تعديل تسجيل المواليد والوفيات والزواج (الهوية الجندرية) 2016 ودخل حيز التنفيذ في 23 مايو 2017.

## حقوق ثنائيي الجنس
في مارس 2017، شارك ممثلون عن مجموعة دعم متلازمة نقص الأندروجين في أستراليا ومنظمة ثنائيي الجنس الدولية الأسترالية شارك في «بيان دارلينغتون» التوافقي الأسترالي أوتياروا/النيوزيلندي من قبل منظمات المجتمع ثنائيي الجنس وغيرها. يدعو البيان إلى الإصلاح القانوني، بما في ذلك تجريم التدخلات الطبية التي يمكن تأجيلها للأطفال ثنائيي الجنس، وتحسين الوصول إلى دعم الأقران. وتدعو إلى وضع حد للتصنيف القانوني للجنس، وذكرت أن التصنيفات القانونية الثالثة، مثل التصنيفات الثنائية للجنس، كانت قائمة على العنف الهيكلي وفشلت في احترام التنوع و«حق تقرير المصير»
منذ 1 أغسطس 2017، تضمن قانون تكافؤ الفرص في جنوب أستراليا وسائل حماية ضد التمييز خاصة بالأشخاص ثنائيي الجنس. تعتبر جنوب أستراليا واحدة من ثلاث ولايات أو أقاليم فقط لديها مثل هذه التدابير في قوانينها المحلية، إلى جانب كل من تاسمانيا وإقليم العاصمة الأسترالية.
إلى جانب الذكور والإناث، تتوفر شهادات الميلاد ووثائق الهوية من جنوب أستراليا مع خانة للجنس «غير ثنائي». قد يتم إدراج اسم الأطفال الذين يولدون مع «جنس غير محدد»
"indeterminate sex" على أنهم «غير محدد» (بالإنجليزية: "indeterminate")‏، أو «ثنائيي الجنس» (بالإنجليزية: "intersex")‏، أو «غير مثبت» (بالإنجليزية: "unspecified")‏.

## ملخص
| قانونية النشاط الجنسي المثلي                                                                  | (منذ عام 1975: بين الرجال، كان دوما قانوني بين النساء)                                                                        |
| المساواة في السن القانوني للنشاط الجنسي                                                       | (منذ عام 1975) |
| قوانين الإقليم لمكافحة التمييز على أساس التوجه الجنسي                                         | (منذ عام 1984) |
| قوانين الولاية لمكافحة التمييز على أساس الهوية الجندرية أو التعبير عنها                       | (منذ عام 1984) |
| قوانين جرائم الكراهية تشمل التوجه الجنسي                                                      | No |
| قوانين جرائم الكراهية تشمل الهوية الجندرية أو التعبير عنها                                    | No |
| قانون مناهضة تشويه السمعة                                                                     | No |
| زواج المثليين                                                                                 | (منذ عام 2017) |
| الاعتراف القانوني بالعلاقات المثلية                                                           | (منذ عام 2007) |
| تبني أحد الشريكين للطفل البيولوجي للشريك الآخر                                                | (منذ عام 2017) |
| التبني المشترك للأزواج المثليين                                                               | (منذ عام 2017) |
| يسمح للمثليين والمثليات ومزدوجي التوجه الجنسي والمتحولين جنسيا بالخدمة علناً في القوات المسلحة | Yes |
| الحق بتغيير الجنس القانوني دون الحاجة إلى إجراء جراحة إعادة تحديد الجنس                       | (منذ عام 2017) |
| علاج التحويل محظور على القاصرين                                                               | No |
| برنامج إلغاء الإدانات التاريخية                                                               | / (منذ عام 2013، يمكن إنفاق السجلات الجنائية للجنس المثلي بين الرجال، ولكن لا يمكن إلغاءها حقًا)                               |
| إلغاء الدفاع عند الذعر من المثليين                                                            | (قيد المراجعة، الإلغاء في الانتظار؛ الولاية القضائية الوحيدة داخل أستراليا التي لا تزال تسمح بذلك قانونًا بموجب القانون العام) |
| الحصول على أطفال أنابيب للمثليات                                                              | (منذ عام 2017) |
| الأمومة التلقائية للطفل بعد الولادة                                                           | (منذ عام 2011) |
| تأجير الأرحام التجاري للأزواج المثليين من الذكور                                              | (غير قانوني للأزواج المغايرين كذلك)                                                                                           |
| تأجير الأرحام غير التجاري للأزواج المثليين من الذكور                                          | (منذ عام 2017) |
| السماح للرجال الذين مارسوا الجنس الشرجي التبرع بالدم                                          | / (بعد فترة تأجيل لمدة عام واحد؛ على عموم أستراليا                                                                            |